# بوناريو أستامان
بوناريو أستامان (بالإندونيسية: Ponaryo Astaman)‏، من مواليد 25 سبتمبر 1979، لاعب كرة قدم أندونيسي.
و بدأ مسيرته الكروية مع نادي بونتانغ في عام 2000، ولعب معهم حتى عام 2003، وفي عام 2004 انتقل إلى نادي ماكاسار، ولعب معهم حتى عام 2006، وفي موسم 2006/2007 انتقل إلى نادي ميلاكا الماليزي، ومنذ عام 2007 وهو يلعب مع نادي أريما مالانغ.
و قد بدأ باللعب مع منتخب أندونيسيا لكرة القدم في عام 2003.

## كأس آسيا 2004
و قد سجل هدف في مرمى منتخب قطر لكرة القدم.

## روابط خارجية
- بوناريو أستامان على موقع الاتحاد الدولي (مؤرشف)  (الإنجليزية)
- بوناريو أستامان على موقع ناشيونال فوتبول تيمز (الإنجليزية)
- بوناريو أستامان على موقع Soccerway.com (الإنجليزية)
- بوناريو أستامان على موقع كووورة